# Thnks fr th Mmrs
Thnks fr th Mmrs is een nummer van de Amerikaanse rockband Fall Out Boy uit 2007. Het is de derde single van hun derde studioalbum Infinity on High.
Volgens Fall Out Boy-bassist Pete Wentz gaat "Thnks fr th Mmrs" over een relatie tussen twee personen die eigenlijk geen relatie meer is. "Het gaat over een stel dat alleen nog met elkaar naar bed gaat om aan hun mentale en fysieke behoeften te voldoen". De titel van het nummer is geschreven in sms-taal en staat voor Thanks for the Memories.
Het nummer werd een klein hitje in Noord-Amerika en West-Europa. In de Amerikaanse Billboard Hot 100 haalde het de 11e positie. In Nederland haalde het nummer de 8e positie in de Tipparade, en in Vlaanderen de 4e positie in de Tipparade.